# Fuþark starszy

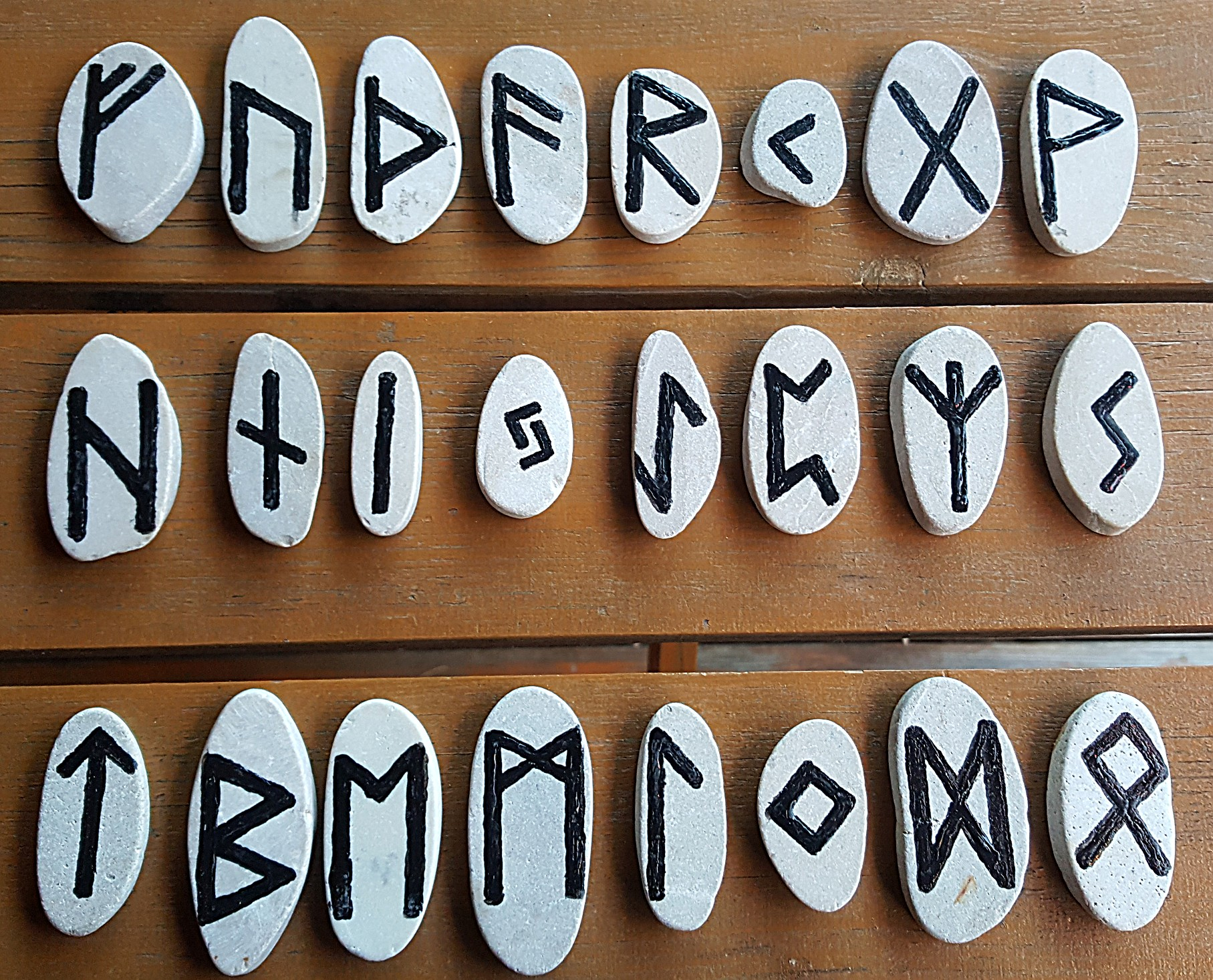
Fuþark starszy uszeregowany w trzy ośmioznakowe grupy

Fuþark (Futhark) starszy – najstarsza forma alfabetu runicznego, o charakterze ogólnogermańskim, używana od II do VIII wieku. Zachowało się około 350 inskrypcji pisanych tą odmianą alfabetu, pochodzących głównie z terenu Półwyspu Jutlandzkiego i Skanii, ale również w Europie Środkowej m.in. na Morawach. W wyniku procesów fonetycznych zachodzących w językach germańskich został wyparty w Skandynawii przez zredukowany tzw. fuþark młodszy, a na Wyspach Brytyjskich przez 28-znakowy, a później 31-znakowy, fuþork.

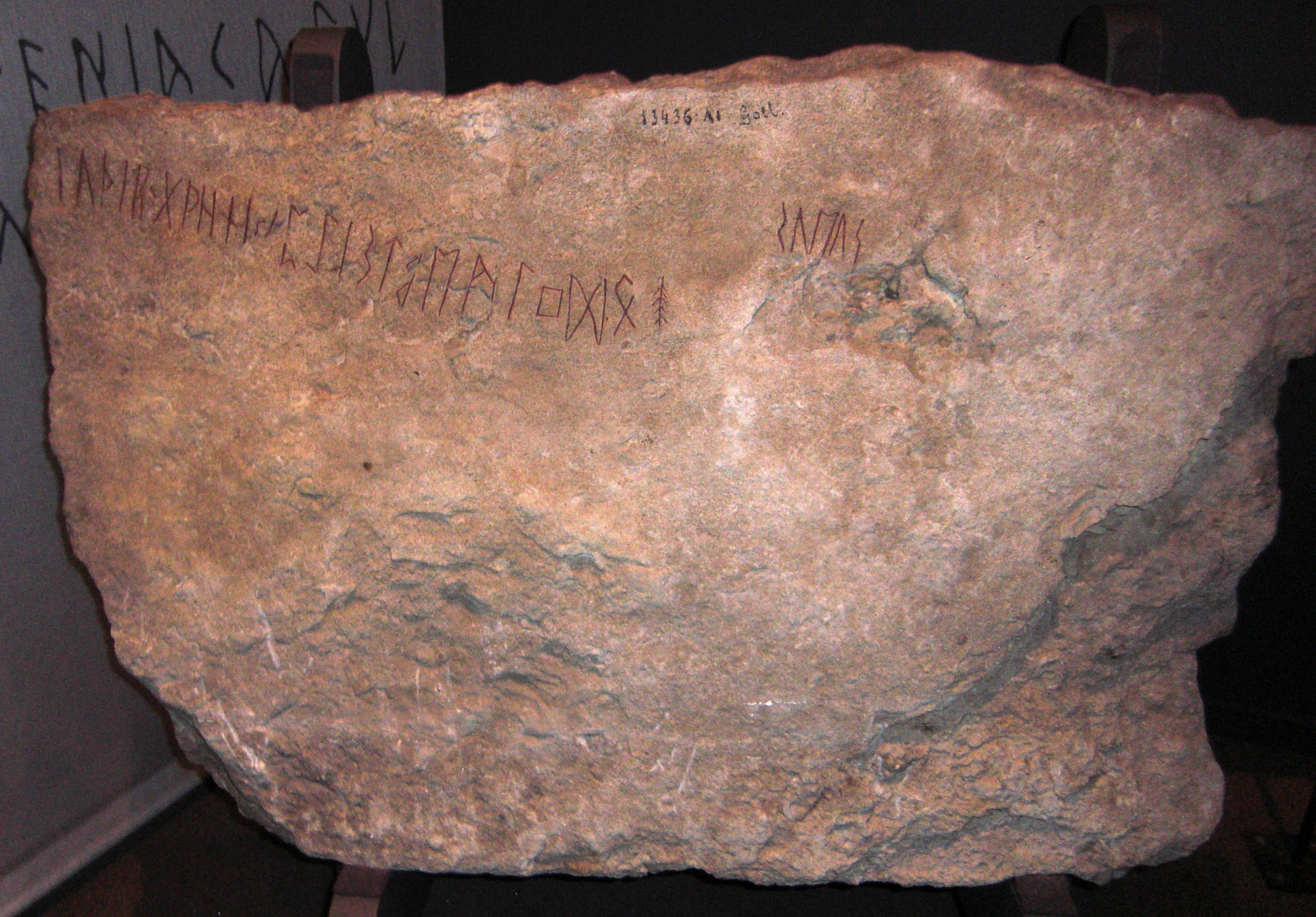
Inskrypcja w fuþarku starszym na kamieniu runicznym z Kylver w Szwecji

Fuþark starszy składał się z 24 liter, podzielonych na trzy ośmioznakowe grupy. Każda z liter miała swoją nazwę, będącą zarazem określeniem pewnej wartości o najprawdopodobniej magicznym charakterze:
| Runa | Wartość fonetyczna | Nazwa           | Znaczenie            |
| ---- | ------------------ | --------------- | -------------------- |
|      | f                  | *fehu           | bogactwo             |
|      | u                  | *ūruz           | tur, wół             |
|      | þ                  | *þurisaz        | olbrzym, zła moc     |
|      | a                  | *ansuz          | bóg                  |
|      | r                  | *raidō          | wyprawa              |
|      | k                  | *kaunan         | choroba, rana, wrzód |
|      | g                  | *gebō           | dar                  |
|      | w                  | *wunjō          | powodzenie           |
|      | h                  | *haglaz         | grad                 |
|      | n                  | *naudiz         | los                  |
|      | i                  | *īsaz           | lód, śmierć          |
|      | j                  | *jēran          | rok, plon            |
|      | ï                  | *īwaz           | cis                  |
|      | p                  | *perþo          | drzewo owocowe       |
|      | z                  | *algiz          | łoś                  |
|      | s                  | *sōwilō         | słońce               |
|      | t                  | *tiwaz          | Tyr                  |
|      | b                  | *berkanan       | brzoza               |
|      | e                  | *ehwaz          | koń                  |
|      | m                  | *mannaz         | człowiek             |
|      | l                  | *laguz          | woda                 |
|      | ŋ                  | *ingwaz         | fallus, płodność     |
|      | d                  | *dagaz          | dzień                |
|      | o                  | *ōþilan/*ōþalan | dziedzictwo          |